# Batalha de Antioquia (613)
A Batalha de Antioquia foi travada em 613 nas redondezas da cidade de Antioquia, Síria, entre o exército bizantino liderado pelo imperador Heráclio (r. 610-641) e o exército sassânida. Os persas, vitoriosos, conseguiram manter o controle do território recém-conquistado aos bizantinos.

## História
Começando em 610, sob o comando dos generais Sarbaro e Saíno, o exército persa conquistou as regiões até então controladas pelos bizantinos da Mesopotâmia e do Cáucaso. No ano seguinte, continuando a esteira de vitórias, as forças persas invadiram a Síria e a Anatólia Oriental, capturando diversas cidades cristãs como Antioquia e Damasco. Aparentemente, o exército sassânida não conseguia adentrar muito em território bizantino sem ter que enfrentar o principal exército imperial, Em resposta à súbita perda de território na fronteira oriental, Heráclio juntou um grande exército e marchou para Antioquia. Seu contra-ataque foi, contudo, decisivamente derrotado em 613 próximo à cidade. Na batalha, as posições romanas se desorganizaram e um caos completo no exército bizantino resultou numa vitória fácil para Sarbaro e Saíno. A vitória assegurou aos persas o controle da região.

## Resultado
Após a batalha, o Império Bizantino não ofereceu mais muita resistência aos invasores persas. O próprio Heráclio precisava de tempo para implementar diversas iniciativas internas para assegurar que ele conseguiria levantar os recursos e tropas necessários para uma nova guerra contra o ansioso rei persa Cosroes II. Na década seguinte, as forças sassânidas invadiram ainda mais o território bizantino. Jerusalém e toda a Palestina caíram em 614 perante Sarbaro (veja Revolta judaica contra Heráclio). O general Saíno penetrou também nas regiões central e ocidental da Anatólia, com o ápice da expansão persa ocorrendo no vitorioso cerco de Alexandria na primavera de 619, que levou à anexação do Egito.